# (29640) 1998 VQ22
A (29640) 1998 VQ22 a Naprendszer kisbolygóövében található aszteroida. A LINEAR projekt keretében fedezték fel 1998. november 10-én.